# Anahita zoroides
Anahita zoroides är en spindelart som beskrevs av Schmidt och Krause 1994. Anahita zoroides ingår i släktet Anahita och familjen Ctenidae. Inga underarter finns listade i Catalogue of Life.